# Polyrhachis ralumensis
Polyrhachis ralumensis är en myrart som beskrevs av Auguste-Henri Forel 1901. Polyrhachis ralumensis ingår i släktet Polyrhachis och familjen myror. Inga underarter finns listade i Catalogue of Life.